# 25 Мая (департамент, Чако)
Департамент 25 Мая (исп. Departamento de Veinticinco de Mayo) — департамент в Аргентине в составе провинции Чако.
Территория — 2358 км². Население — 29 215 человек. Плотность населения — 12,4 чел./км².
Административный центр — Мачагаи.

## География
Департамент расположен в центральной части провинции Чако.
Департамент граничит:
- на севере — с департаментом Либертадор-Хенераль-Сан-Мартин
- на востоке — с департаментами Сархенто-Кабраль, Пресиденсия-де-ла-Пласа
- на юге — с департаментом Тапенага
- на юго-западе — с департаментом Сан-Лоренсо
- на западе — с департаментом Китилипи

## Административное деление
Департамент включает 1 муниципалитет:
- Мачагаи

## Населённые пункты[3]
| № | Населённый пункт | Населённый пункт (исп.) | Категория | Население чел. (2010) | На карте                        |
| - | ---------------- | ----------------------- | --------- | --------------------- | ------------------------------- |
| 1 | Мачагаи          | Machagai                | город     | 21997                 | 26°55′32″ ю. ш. 60°03′02″ з. д. |
| 2 | Колония-Аборихен | Colonia Aborigen        | посёлок   | 1272                  | 26°57′17″ ю. ш. 60°12′13″ з. д. |
| 3 | Напальпи         | Napalpí                 | посёлок   | 39                    | 26°54′08″ ю. ш. 60°07′47″ з. д. |